# Museo Histórico y Militar de Chile
El Museo Histórico y Militar de Chile o en su acrónimo MHM, es un establecimiento ubicado en la comuna de Santiago, Chile. De carácter permanente, es una institución sin fines de lucro, abierto al público y al servicio de la sociedad y su desarrollo. La administración del museo está a cargo de la Guarnición del Ejército de Chile. Fue creado para dar a conocer a la ciudadanía la historia militar de Chile y su valor como patrimonio histórico-cultural, la conformación de la nación y además para dar a conocer los valores y tradiciones del Ejército.
Posee una biblioteca especializada en historia militar que cuenta con aproximadamente 25 mil volúmenes en proceso de registro, además de realizar exposiciones varias, programas educativos con talleres, cursos y visitas guiadas. Además incluye en su página web un museo virtual disponible para la comunidad.

## Historia

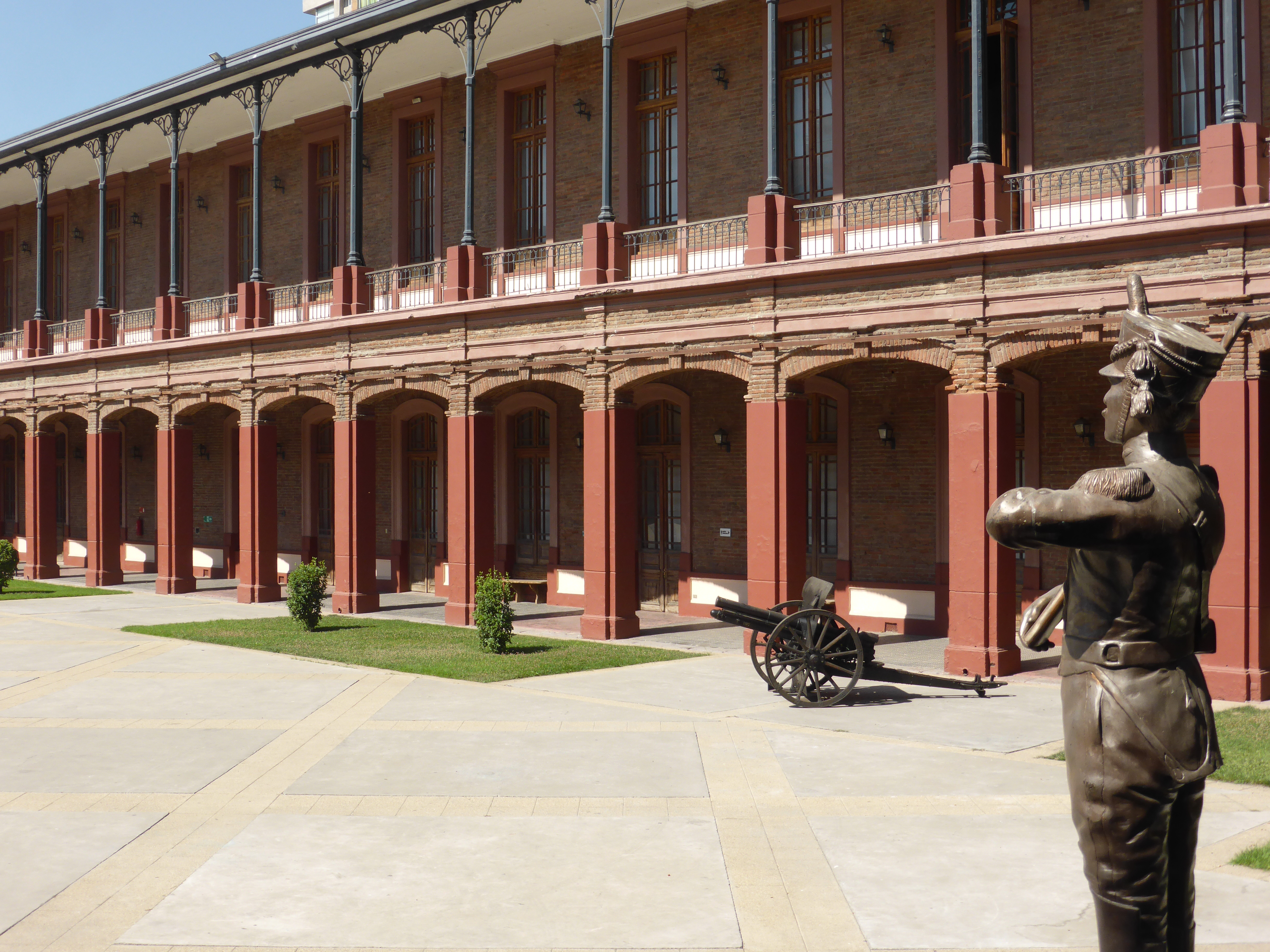
Detalle del patio central, del año 1901.

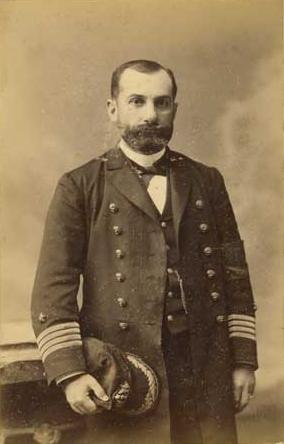
Retrato del presidente Jorge Montt, ubicado en el Museo Histórico y Militar de Chile.

Durante el gobierno del presidente Aníbal Pinto, el general Basilio Urrutia como ministro de Guerra dio las instrucciones para la formación de un «Museo de Armas Antiguas» en el edificio que actualmente ocupa la comandancia en Jefe del Ejército. A pesar de esto, el Ejército y la Armada debieron esperar hasta 1895 para contar con un museo propio. Ese año, el presidente Jorge Montt inauguró el «Museo Militar de Chile» que, por decreto supremo de 1911, pasó a ser parte de la sección militar del Museo Histórico Nacional (MHN). En la década de 1960 la colección militar fue dividida, una parte fue enviada a la Escuela Militar donde su director, el coronel Alberto Labbé Troncoso, organizó el año 1969 un museo de características sólo militares. En 1978, el comandante en jefe del Ejército, general Augusto Pinochet, ordenó un estudio para la creación de un Museo Militar que tendría por finalidad: recoger, ordenar, preservar y divulgar la historia y tradiciones militares de la República, desde sus orígenes hasta nuestros días.

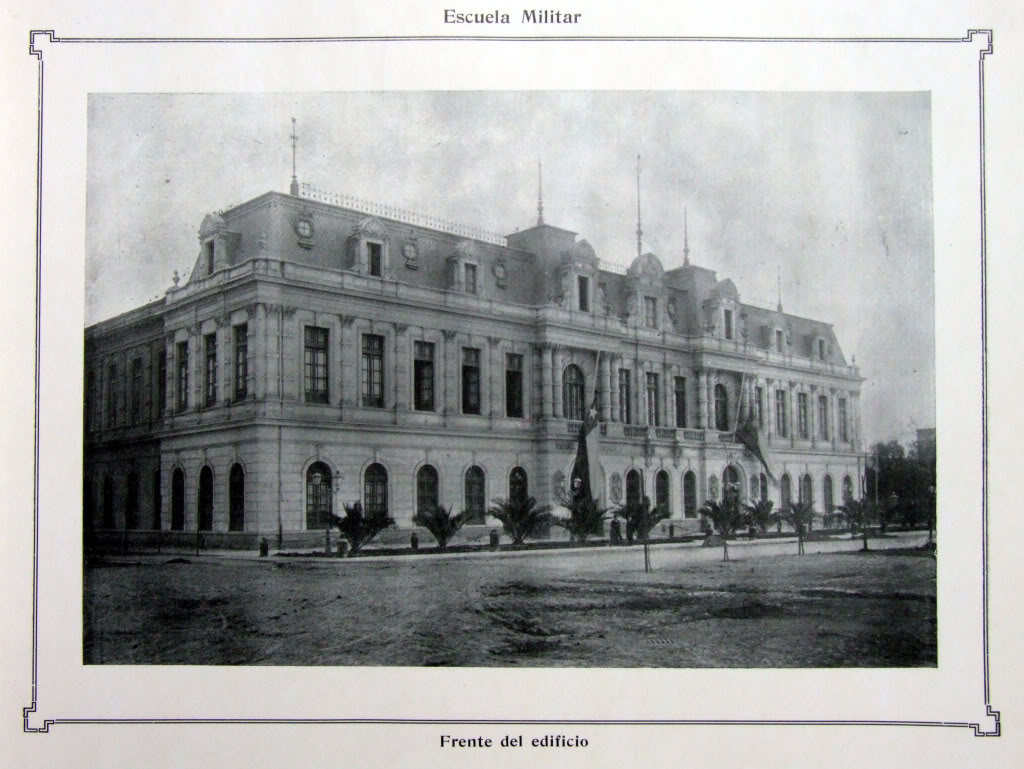
En ese entonces, edificio del Ejército de Chile. Álbum gráfico - 1910

El inmueble que alberga al museo actual, conocido como Edificio Alcázar, fue sede de la Escuela Militar de Chile entre los años 1901 y 1958; después se convirtió en la Escuela de Suboficiales (1967-1995). El 25 de octubre de 1990 fue declarado Monumento Histórico por decreto al constituir un importante testimonio de la arquitectura castrense en Chile. A partir del año 1995, el alto mando del Ejército estableció que en dicho edificio se fundara el futuro museo de la institución, que fue inaugurado el 25 de noviembre de 1997 por Augusto Pinochet.

## Misión
Según el sitio web del museo su misión es:

Promover en la sociedad, el conocimiento de la historia militar de Chile y la valoración del patrimonio histórico cultural del Ejército, para contribuir al fortalecimiento de la identidad nacional.
— Museo Histórico y Militar de Chile.

## Descripción de sus salas
El museo posee diferentes salas temáticas, de las cuales están divididas por tres etapas:

### Etapa 1 ala oriente del museo (marco temporal de 1460 a 1823).
Las salas correspondientes son:
- Sala N.º 1 "Presentación institucional": Descripción del edificio e historia en torno a su desarrollo como museo.
- Sala N.º 2 "Descubrimiento y Conquista de Chile".
- Sala N.º 3 "La Colonia".
- Sala N.º 4 "La Patria Vieja".

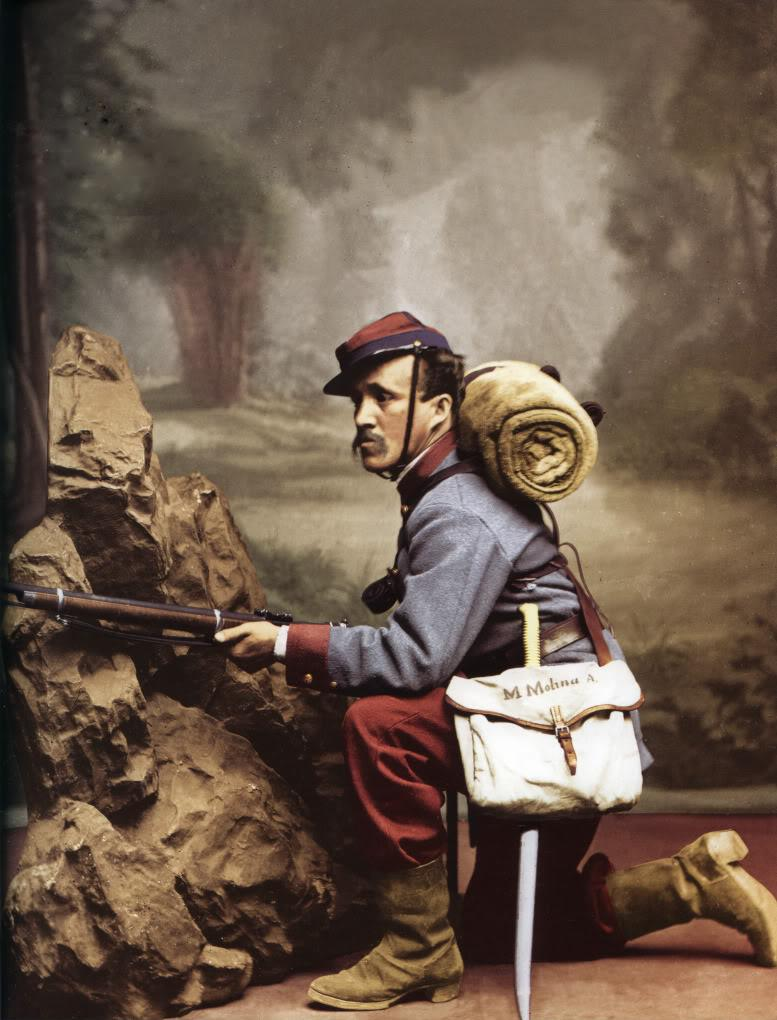
Soldado chileno en la Guerra del Pacífico (vestimenta e implementos).

- Sala N.º 5 "Campañas Militares de la Patria Vieja".
- Sala N.º 6 "Reconquista y Patria Nueva".
- Sala N.º 7 "Gobierno de O'Higgins e Incorporación de Chiloé".

Los temas que se abordan son: Invasión Inca de nuestro territorio y su legado hasta la llegada de los españoles. Desarrollo de la Guerra de Arauco y las políticas de defensa del reino por parte de la Corona. Conformación de la Primera Junta de Gobierno. Creación del primer Ejército Nacional. Exhibición de José Miguel Carrera. Guerra por la Independencia de Chile. Batalla de Chacabuco y la de Maipú. Creación Primera Escuadra Nacional y organización de la Expedición Libertadora al Perú. Toma de fuertes de Valdivia e incorporación de Chiloé.

### Etapa 2 ala poniente del museo (marco temporal de 1823 a 1884).
Las salas correspondientes son:
- Sala N.º 8 "La República Conservadora".
- Sala N.º 9 "Guerra del Pacífico/Ocupación de Antofagasta y Campaña Marítima".
- Sala N.º 10 "Campaña de Tarapacá".
- Sala N.º 11 "Campaña de Tacna y Arica".
- Sala N.º 12 "Campaña de Lima".
- Sala N.º 13 "Campaña de la Sierra".

Los temas abordados son: Batalla de Lircay y triunfo del bando conservador. Constitución de 1833. Batalla de Yungay e ingreso de la modernidad a Chile. Ocupación de Antofagasta. Muestras de la Guerra del Pacífico. Desembarco de Pisagua. Combate de Pampa Germania. Batalla de Tacna y retiro de Bolivia de la guerra. Toma del Morro de Arica. Batalla de Chorrillos y Miraflores; homenaje a los héroes caídos. Memorial que recuerda los cerca de tres mil combatientes chilenos caídos durante el conflicto. Fin de la Guerra del Pacífico.

### Etapa 3 ala poniente nivel dos del museo (marco temporal de 1884 a 1960).
Las salas correspondientes son:
- Sala N.º 14 "La Revolución de 1891".
- Sala N.º 15 "La Prusianización del Ejército".

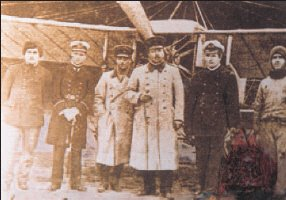
Oficiales navales que recibieron instrucción en la Escuela Aeronáutica Militar

- Sala N.º 16 "El desarrollo de la Aeronáutica en el Ejército y la Primera Guerra Mundial".
- Sala N.º 17 "El Ejército y las reformas sociales de Chile".
- Sala N.º 18 "El Ejército y su aporte a la Nación".
- Sala N.º 19 "La Segunda Guerra Mundial/Su Influencia en Chile".
- Sala N.º 20 "La Guerra Fría y la Proyección Austral de Chile".

Los temas abordados son: Consecuencias de la Guerra del Pacífico y la Guerra Civil de 1891. Batalla de Placilla. Profesionalización del Ejército y muestra de artículos basados en el modelo prusiano. La Gran Guerra como hito histórico y Misiones Militares a Europa. Desarrollo de la Aeronáutica Militar y primer sobrevuelo por la Cordillera de los Andes. Gobierno de Arturo Alessandri Palma y creación del Instituto Geográfico Militar. Además, creación de la institución de Carabineros de Chile y Fuerza Aérea Nacional. Crisis de Chile producto de la creación del salitre sintético en Europa. Rol del Ejército ante catástrofes naturales. Desarrollo del Vicariato Militar. Récord mundial de salto del Capitán Alberto Larraguibel y su caballo "Huaso (caballo)". Antecedentes, desarrollo y consecuencias de la II Guerra Mundial en Chile y los cambios que produjo. Exhibición de patrimonio correspondiente (artículos como armas, uniformes, medallas, etc). Polarización del mundo, acercamiento de los Estados Unidos a los países americanos y la labor del Ejército en la Antártica Chilena. Formación del Chile Tricontinental.

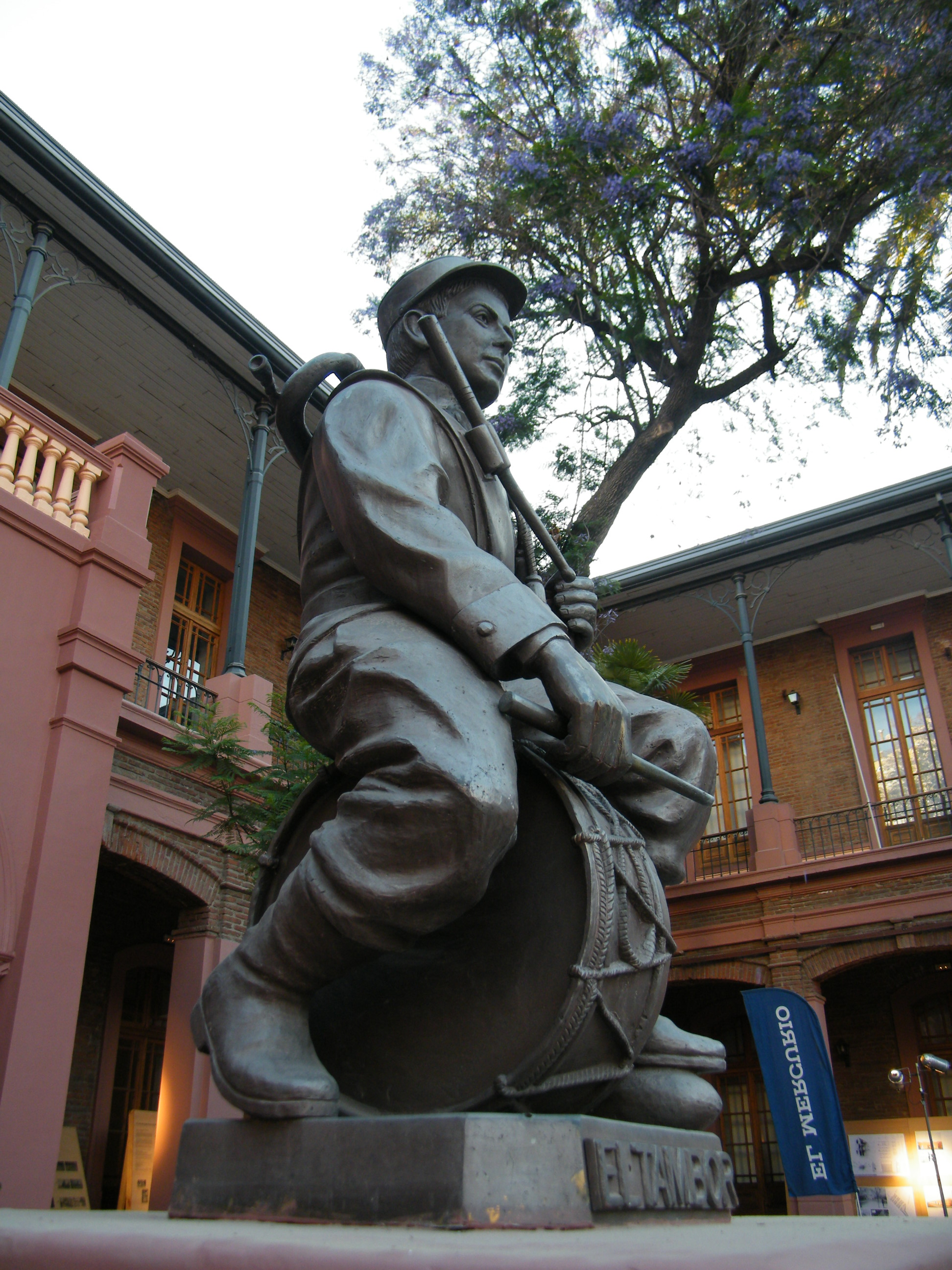
Réplica de El tambor en descanso, obra de José Miguel Blanco.

## Conservación y restauración
Este museo, dada su singularidad en cuanto a antecedentes militares chilenos se refiere, adjudica una gran importancia a la conservación y restauración de bienes patrimoniales y/o documentos, por lo que posee cuatro laboratorios distintos para el tratamiento de los mismos. Cada laboratorio se especializa en el formato por el cual cada objeto o documento posee. A saber:
- Laboratorio de conservación y restauración de pintura de Caballete.
- Laboratorio de conservación y restauración textil.
- Laboratorio de conservación y restauración de papel.
- Laboratorio de conservación fotográfica.

## Modernización del MHM

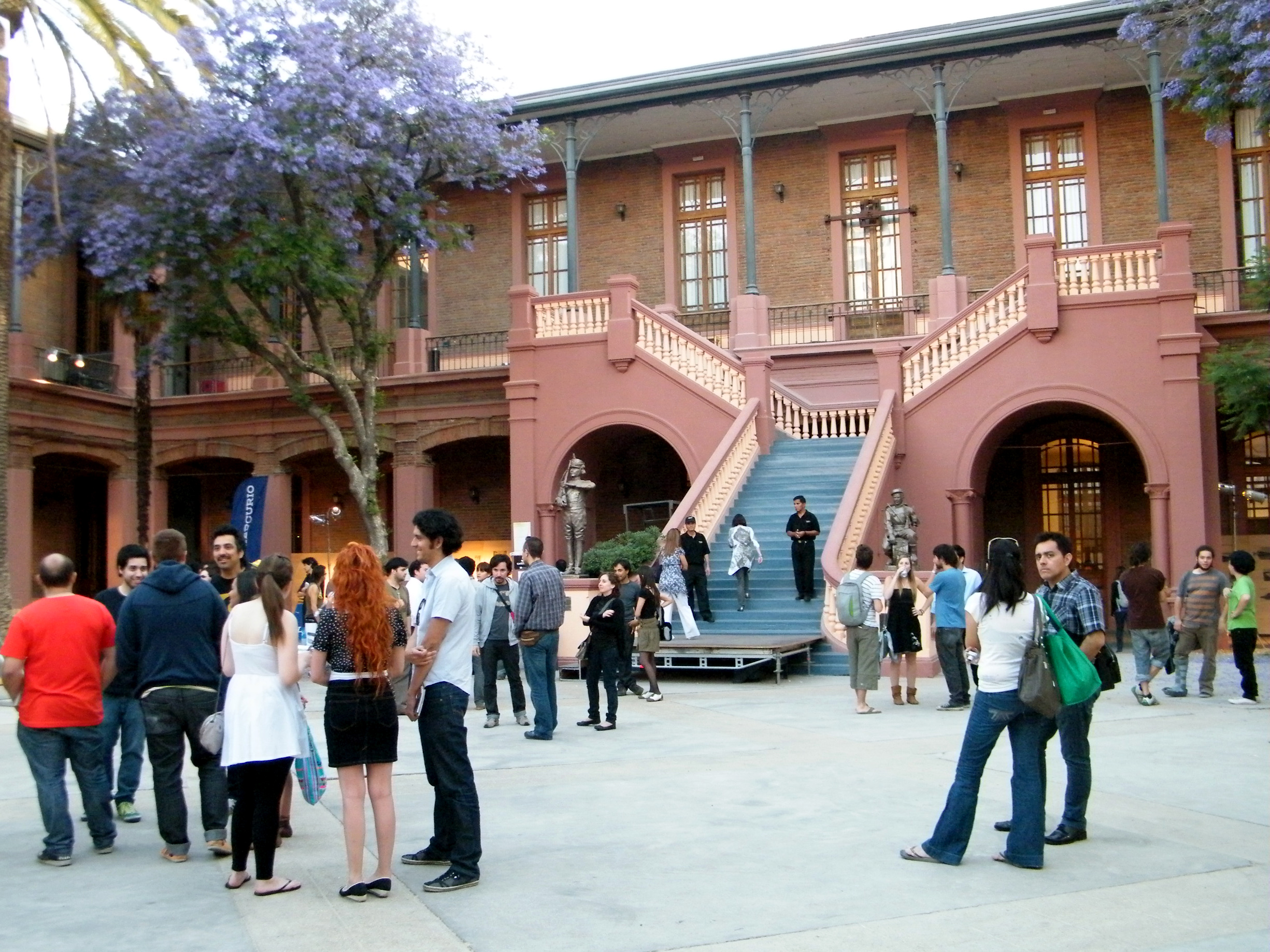
Antigua Escuela Militar, patio 02

Después del terremoto que afectó a Chile el año 2010, hubo partes del museo que quedaron destruidas, dejando múltiples daños y mucho por reconstruir. Sin embargo, el Ejército optó por mirar este desastre que afectó al edificio como una oportunidad de añadir cambios en la forma de presentar el museo, una idea que tenían en mente y que ahora era el momento de instaurar.
Es por ello que en el año 2011 el Ejército puso en marcha el proyecto MHM 2.0, que consta de transformar el museo, de uno estático a uno interactivo, integrando tecnología innovadora para las distintas exhibiciones del museo. Esto en función de captar la atención y acercar más a la gente hacia los espacios culturales.
Por ejemplo, se creó una app del MHM que funciona como guía virtual del museo, siendo posible una "visita" sin necesidad de estar allí, donde sea que estés (disponible en la Play Store de Android). También, dentro del mismo museo, se añadieron pantallas led que muestran las distintas etapas de Chile a través del tiempo e información relacionada con la exhibición en cuestión, además de figuras tamaño real de distintos personajes de la historia militar como Lautaro, Pedro de Valdivia, Alonso de Ovalle, José Miguel Carrera, Bernardo O'Higgins y Manuel Rodríguez, añadiendo dinamismo a la visita.